# Patina
Patina bruges på dansk om de aldringstegn som opstår på overfladen af kunstværker, både af metal og malerier. Vi taler også om patina i forbindelse med antikviteter af træ, specielt når disse er af nyere dato og kunstigt ældet. De kemiske processer som foregår, kaldes patinering.
Kemisk taler vi om irring (kobber, bronze, messing) eller anløbning (sølv). Ofte bliver patinering lavet som en del af kunstværket, gerne for at beskytte mod andre og mindre ønskelige processer, som med tiden kan forandre overfladestrukturen. Dette gælder blandt andet den specielle overflade på skydevåben som skal forhindre angreb af gravrust.
Både malerier, tryk og tegninger vil med tiden vise tegn på ændring. De kan gulne, blive grålige, brunere eller overfladen sprækker op (krakelering) og i værste fald begynde at smuldre væk.
Den mest almindelige patina er den som fremkaldes på statuer af bronze. Den er grønlig og er et karbonat af kobber, frembragt ved oxydering. Samme ir finder vi på alle kobberholdige legeringer, foruden på rent kobber.
Der eksisterer en række produkter som kan starte og vedligeholde patina, foruden andre som fjerner og eventuelt beskytter uden at vise sig igen. Metalbelægninger af forskellig slags er eksempler på det sidste. Mange kunstværker er bevidst patineret for at tilføre og holde på en bestemt tilstand. Sådan set kan slutfernisering af et maleri ses som en begyndelse på en kontrolleret patineringsproces.
En del af arbejdet for en kunstkonservator består i at rense for meget patina væk og beskytte kunstværket, således at processen bliver trukket ud i tid. 
En form for patinering findes i støbejernsgryder og -pander, hvor jernet er så porøst at det tiltrækker sig smagsstoffer fra det som blev lavet.
I antikvitetsverdenen er patina den ekstra bløde glans som kommer langsomt med årene, slitagemærkerne på armlænene, skrammer fra år med brug, huller efter træbukangreb og andre spor efter hundrede år eller mere. 
Falsknere har i alle år udviklet metoder som kan accelerere patineringen. Et af deres hjælpemidler er kartoffelskimmel.